# Michel Moutot
Pour les articles homonymes, voir Moutot.
Michel Moutot, né à Narbonne (Aude) le 3 février 1961, est un journaliste et écrivain français.

## Biographie
Il est diplômé de l'Institut d'études politiques de Toulouse (promotion 1982) et l'École supérieure de journalisme de Lille (59e promotion).
Il est journaliste pour l'Agence France-Presse (AFP) depuis 1985. Il travaille successivement au desk économique, au bureau de Lyon, au bureau de Beyrouth au Liban de 1990 à 1994, en Bosnie de 1993 à 1995, à Nairobi au Kenya en 1995 et en Albanie, en Serbie et au Kosovo de 1997 à 1999. Il est ensuite correspondant à New York, notamment au moment des attentats du 11 septembre 2001. Il est actuellement[Quand ?] reporter à l'AFP, au service International, à Paris.

## Distinctions
En 1999, Michel Moutot est lauréat du 61e prix Albert-Londres pour son travail sur la guerre du Kosovo en 1998. En 2001, il reçoit le prix Louis-Hachette pour sa couverture des attentats du 11 septembre 2001.
Chevalier de l'Ordre des Arts et des Lettres, le 12 juillet 2002.
Ciel d'acier a remporté en 2015 le prix Gironde - Nouvelles écritures, le prix du meilleur roman des lecteurs de Points 2016, et le prix Cinélect 2016 du premier roman susceptible d'être adapté au cinéma.
Séquoias a remporté le Prix Relay 2018 des voyageurs lecteurs, le Prix de la compagnie des pêches de Saint-Malo et le prix Amerigo-Vespucci décerné dans le cadre du Festival international de géographie 2018 à Saint-Dié-des-Vosges.
L'America a remporté le prix Henry Queffelec 2020 au Festival Livre et Mer de Concarneau  

## Publications
- Nicolas Dubreuil et Michel Moutot, Aventurier des glaces, Paris, Éditions de La Martinière, 26 avril 2012, 208 p. (ISBN 978-2-7324-4904-3)
- Michel Moutot, Ciel d'acier : roman, Paris, Éditions Arléa, 8 janvier 2015, 530 p. (ISBN 978-2-36308-071-4), prix Gironde-Nouvelles-Ecritures
- Michel Moutot. Séquoias. Le Seuil. 2018. 492 p.  (ISBN 978-2-02-138507-6)
- Michel Moutot L'America . Le Seuil. 2020. 432 p.  (ISBN 9782021420180).
- Michel Moutot  Route One. Le Seuil. 2022. 320 p.  (ISBN 9782021455670).
- Michel Moutot: Filles du ciel , Le Seuil , 2024 , 288 p.  (ISBN 9782021526288)